# Asfalio
Asfalio, también citado como Afalio, fue un religioso hispanovisigodo, obispo de Ávila aproximadamente entre los años 660 y 681.
Su nombre consta en el Concilio Provincial Emeritense anual del año 666 como obispo sufragáneo del arzobispado de Mérida junto a once prelados más. Sin embargo, el nombre «Asfalio» aparece como un simple arcipreste en el VIII Concilio de Toledo, por lo que Enrique Flórez considera que podría tratarse de la misma persona, que más tarde fue promovido a la mitra abulense. Fue obispo durante un largo período, porque se le documenta presente en el XII Concilio toledano del año 681, durante el reinado de Ervigio. Además, es también el que ocupa la primera posición, después de los arzobispos, entre las diócesis sufragáneas, por lo que parece que era el que más tiempo ocupaba un obispado; su consagración se habría producido veinte años antes, aproximadamente. Moriría poco después del XII Concilio, pues al siguiente ya asistió su sucesor, Unigio. Según Gil González Dávila, durante su episcopado se dio término y límites al obispado de Ávila, confirmados en un concilio celebrado en Lugo, siendo considerablemente mayor que el actual, pues ocupaba parte del entonces inexistente obispado de Plasencia.